# ويليام جونز (لاعب كرة قدم)
ويليام جونز (بالإنجليزية: William Jones)‏ (6 مارس 1876 ببرايتون في المملكة المتحدة - 25 سبتمبر 1959 ببرستل في المملكة المتحدة) هو لاعب كرة قدم بريطاني (وحمل سابقاً جنسية المملكة المتحدة لبريطانيا العظمى وأيرلندا) في مركز نصف الجناح. شارك مع منتخب إنجلترا لكرة القدم. أما مع النوادي، فقد لعب مع توتنهام هوتسبير وسويندون تاون ونادي بريستول سيتي وLoughborough F.C. ‏ وLong Eaton Rangers F.C. ‏.

## وصلات خارجية
- ويليام جونز على موقع قاعدة بيانات كرة القدم.إي يو (الإنجليزية)
- ويليام جونز على موقع ناشيونال فوتبول تيمز (الإنجليزية)